# La voce dell'uomo
La voce dell'uomo è un album del cantautore italiano Sergio Endrigo, pubblicato dall'etichetta discografica Ricordi nel 1974.
Dal disco è tratto il singolo Una casa al sole/Perché le ragazze hanno gli occhi così grandi.

## Tracce

### Lato A
1. Da quando ero bambino (Sergio Endrigo)
2. La voce dell'uomo (Sergio Endrigo)
3. Perché le ragazze hanno gli occhi così grandi (Sergio Endrigo)
4. Nelle mie notti (testo: P. Margheri – musica: Sergio Endrigo)
5. Non sono le pietre colorate (Sergio Endrigo)

### Lato B
1. Una casa al Sole (Sergio Endrigo)
2. Tu sola con me (Sergio Endrigo)
3. Lei non si vende per denaro (Sergio Endrigo)
4. Gli uomini soli (Sergio Endrigo)
5. Il nostro west (Sergio Endrigo)